# Tim McCoy
Timothy John Fitzgerald "Tim" McCoy (10 de abril de 1891 — 29 de janeiro de 1978) foi um ator de cinema estadunidense que iniciou sua atuação na era do cinema mudo, atuando posteriormente na era sonora. Foi também um oficial do exército e um estudioso da vida dos povos ameríndios e seus costumes. McCoy atuou em 92 filmes entre 1925 e 1965.

## Biografia
Filho de um soldado irlandês da Union Civil War que se tornou chefe da polícia em Saginaw, Timothy se tornou estrela de filmes Western. Ele foi um dos atores populares junto aos jovens que fez parte da lista de estrelas estampadas nas caixas de cereais Wheaties, que exibiam o slogan The Breakfast of Champions.
Frequentou o St. Ignatius College em [[Chicago] mas, depois de ver um show wild west, deixou a escola e encontrou trabalho em um rancho de Wyoming. Ele se tornou um cavaleiro perito e desenvolveu um conhecimento das formas e linguagens das tribos de índios americanos na área. Ele competiu em vários rodeios e, em seguida, alistou-se no Exército dos Estados Unidos, quando a América entrou na Primeira Guerra Mundial.

### Carreira militar
McCoy foi um soldado condecorado do Exército dos Eatados Unidos durante a Primeira Guerra Mundial (embora não tenha combatido no exterior) e depois participou da Segunda Guerra Mundial na Europa, tornando-se Coronel da Força Aérea dos Estados Unidos. Ele também serviu o estado de Wyoming como um Oficial Administrativo entre as guerras. Aos 28 anos, ele tinha a reputação de ser o mais jovem brigadeiro da história das Forças Armadas Americanas.
McCoy foi um estudioso e expert nas línguas indígenas locais, e era chamado "High Eagle" pela tribo Arapaho, na reserva Wind River.

### Carreira cinematográfica
Em 1922, ele foi contactado pelo diretor da Famous Players-Lasky, Jesse Lasky, para providenciar índios extras para o Western The Covered Wagon (1923). Ele trouxe centenas de seus índios para Utah e serviu como conselheiro técnico do filme. Depois que a filmagem foi concluída, McCoy foi convidado a trazer um pequeno grupo de índios para Hollywood, para uma apresentação teatral em cada exibição do filme. A apresentação de McCoy era muito popular, e foi executada durante oito meses em Hollywood e vários meses em Londres e Paris. O primeiro filme em que apareceu foi The Thundering Herd, pela Famous Players-Lasky Corporation, em 1925, ao lado de Jack Holt, em que McCoy interpreta a si mesmo, Coronel T. J. McCoy.
McCoy retornou, depois, para o rancho em Wyoming, mas Irving Thalberg, da MGM o convidou para assinar um contrato como estrela de uma série de aventuras ao ar livre, e McCoy subiu ao estrelato. Seu primeiro filme para a MGM foi War Paint (1926), com cenas épicas de índios a cavalo em Wind River, encenado por McCoy e o diretor Woody Van Dyke (as imagens de War Paint foram reutilizadas em muitos westerns de baixo orçamento, até a década de 1950). War Paint deu o tom para os futuros westerns de McCoy, em que os índios sempre foram retratados com simpatia e nunca como selvagens sedentos de sangue. Um filme notável de McCoy para a MGM foi The Law of the Range (1928), em que ele estrelou ao lado de Joan Crawford.
A chegada do cinema falado e a incapacidade temporária para gravar o som ao ar livre, resultou no encerramento, pela MGM, das séries de Tim McCoy, e ele voltou mais uma vez ao seu rancho. Em 1929, ele foi convocado para Hollywood pessoalmente por Carl Laemmle, da Universal Pictures, que insistiu que McCoy iria estrelar o primeiro seriado western falado, The Indians Are Coming. O seriado foi muito bem sucedido, e McCoy trabalhou constantemente em filmes até 1936, quando deixou Hollywood, primeiro para a turnê com o Ringling Brothers Circus e, em seguida, com seu próprio show do oeste selvagem. Em abril de 1938, o Colonel Tim McCoy's Real Wild West Show abriu em Chicago. Seu show não fez sucesso, porém, e acredita-se ter perdido $300,000, dos quais $100,000 eram do próprio dinheiro de McCoy. Os índios do show foram devolvidos para suas respectivas reservas pelo Bureau of Indian Affairs.
McCoy foi convidado para o cinema novamente em 1938, e produtores de baixo orçamento (incluindo Maurice Conn e Sam Katzman) o empregaram sob o salário de $4000 por semana, para oito filmes por ano. Em 1941 Buck Jones recrutou McCoy para co-estrelar a série "The Rough Riders", ao lado dele e de Raymond Hatton. Os oito filmes, realizados pela Monogram Pictures, foram muito populares, e poderiam ter continuado, mas McCoy se recusou a renovar seu contrato, optando por seguir outros interesses.
Seu último filme foi Requiem for a Gunfighter, em 1965, ao lado de Rod Cameron.

### Segunda Guerra Mundial
Em 1942, McCoy candidatou-se a nomeação republicana para o aberto do US Senate Seat from Wyoming. Curiosamente, durante a campanha, ele estabeleceu a primeira conexão de rádio de todo o estado na história da radiodifusão de Wyoming. Ele perdeu, porém, nas primárias, e dentro de 48 horas se ofereceu para o serviço ativo no Exército dos EUA.
Ele tinha mantido sua Comissão da reserva do Exército, e foi imediatamente aceito. McCoy passou a guerra no Exército dos EUA e realizou um trabalho de ligação com as forças aéreas do Exército na Europa, ganhando várias condecorações. Ele se aposentou do Exército e, de acordo com a lenda, não voltou mais a Wyoming, e seu rancho "Eagle's Nest" foi vendido. Ele se aposentou do cinema depois da guerra, com exceção de algumas aparições muito mais tarde.

### Televisão
McCoy apresentou um programa de televisão para crianças, na KTLA, em Los Angeles, no ano de 1952, denominado The Tim McCoy Show, nas tardes da semana e sábados, em que ele forneceu lições de história autêntica sobre o velho oeste e mostrou seus velhos filmes western. Seu co-anfitrião era o ator Iron Eyes Cody, embora de linhagem italiana, interpretava um índio americano dentro e fora da tela. McCoy ganhou um Emmy local, mas não compareceu para receber o prêmio. Ele estava competindo contra Webster Webfoot, na categoria “Melhor Show Infantil” e se recusou a mostrar-se, dizendo: I'll be damned if I'm going to sit there and get beaten by a talking duck! (Eu serei amaldiçoado se eu  sentar lá e for espancado por um pato falante!).

## Legado
Por sua contribuição para a indústria do cinema, o Coronel Tim McCoy tem uma estrela na Calçada da Fama. Em 1973, McCoy foi introduzido no Hall of Great Western Performers, do National Cowboy and Western Heritage Museum, em Oklahoma City, e em 1974, no Cowboy Hall of Fame.
Em 16 de janeiro de 2010 McCoy foi introduzido no Hot Springs County (Wyoming) Hall of Fame, e seu filho Terry ceitou a honra em seu nome. Incluídos na classe de 2010 estavam o governador Dave Freudenthal, do estado do Wyoming, o chefe de Justiça da Suprema Corte de Wyoming, Bart Voigt, o antigo proprietário e tesoureiro de Wyoming, Stan Smith, e o professor do liceu local, Karl Allen.

## Vida pessoal
McCoy casou com Agnes Miller, a filha do ator de teatro e produtor Henry Miller e da atriz Bijou Heron. Desse casamento resultaram três filhos: Gerald, Margarita e D'Arcy. O casal se divorciou em 1931 e McCoy manteve uma parte do rancho no Condado de Hot Springs, em Wyoming. Agnes McCoy recebeu a parte conhecida como "Eagles Nest".
Seu segundo casamento foi com Inga Arvad, 1946. Desse casamento resultaram dois filhos, Ronnie e Terry. McCoy ficou casado com Arvad até a morte dela, por câncer, em 1973. Arvad foi uma jornalista dinamarquesa investigada no início da década de 1940, devido a rumores de ser uma espiã nazista, rumores gerados a partir de fotografias de Arvad com companheiros de Adolf Hitler na Olimpíada de 1936, e de entrevistas que fez com Hitler. Arvad teve dois casamentos anteriores e um caso com John F. Kennedy entre 1941 e 1942. Arvad já estava sendo seguido pelo FBI quando Kennedy foi apresentado a ela.
John Edgar Hoover fazia a investigação através de escutas; não havia nenhuma evidência encontrada para mostrar que Arvad era culpada, mas isso não dissuadia Hoover de colocar escutas quando Arvad e Kennedy estavam juntos.

## Últimos anos
Em 1976, ele foi entrevistado longamente pelo autor James Horwitz, para as memórias de cowboy They Went Thataway. A última aparição de Tim McCoys foi na história de filmes mudos Hollywood, de Kevin Brownlow-David Gill, em 1980.
McCoy morreu em 1978, no Post Hospital, em Ft. Huachuca, Sierra Vista, Arizona e posteriormente foi cremado. Originalmente, suas cinzas foram levadas para sua casa de Nogales. Nove anos depois, seus restos mortais e os da mulher Inga, que morreu em 1973, retornaram para sua terra natal, em Saginaw, Michigan, para serem enterradas lá no Mount Olivet Cemetery, ao lado de sua família.

## Filmografia
| Ano  | Título                          | Personagem                                                | Notas                       |
| ---- | ------------------------------- | --------------------------------------------------------- | --------------------------- |
| 1925 | The Thundering Herd             | Burn Hudnall                                              |                             |
| 1926 | War Paint                       | Tenente Tim Marshall                                      |                             |
| 1927 | Winners of the Wilderness       | Coronel O'Hara                                            |                             |
| 1927 | California                      | Capt. Archibald Gillespie                                 |                             |
| 1927 | The Frontiersman                | John Dale                                                 |                             |
| 1927 | Foreign Devils                  | Capt. Robert Kelly                                        |                             |
| 1927 | Spoilers of the West            | Lt. Lang                                                  |                             |
| 1928 | The Law of the Range            | Jim Lockhart                                              |                             |
| 1928 | Wyoming                         | Lt. Jack Colton                                           |                             |
| 1928 | Riders of the Dark              | Lt. Crane                                                 |                             |
| 1928 | The Adventurer                  | Jim McClellan                                             |                             |
| 1928 | Beyond the Sierras              | The Masked Stranger                                       |                             |
| 1928 | The Bushranger                  | Edward                                                    |                             |
| 1929 | Morgan's Last Raid              | Capt. Daniel Clairbourne                                  |                             |
| 1929 | The Overland Telegraph          | Capt. Allen                                               |                             |
| 1929 | Sioux Blood                     | Flood                                                     |                             |
| 1929 | The Desert Rider                | Jed Tyler                                                 |                             |
| 1930 | The Indians Are Coming          | Jack Manning                                              | seriado                     |
| 1931 | Heroes of the Flames            | Bob Darrow                                                | seriado                     |
| 1931 | The One Way Trail               | Tim Allen                                                 |                             |
| 1931 | Shotgun Pass                    | Tim Walker                                                |                             |
| 1931 | The Fighting Marshal            | Tim Benton                                                |                             |
| 1932 | The Fighting Fool               | Sheriff Tim Collins                                       |                             |
| 1932 | Texas Cyclone                   | 'Texas' Grant (Jim Rawlings)                              |                             |
| 1932 | The Riding Tornado              | Tim Torrant                                               |                             |
| 1932 | Two-Fisted Law                  | Tim Clark                                                 |                             |
| 1932 | Daring Danger                   | Tim Madigan                                               |                             |
| 1932 | Cornered                        | Sheriff Tim Laramie                                       |                             |
| 1932 | Fighting for Justice            | Tim Keene                                                 |                             |
| 1932 | The Western Code                | Tim Barrett                                               |                             |
| 1932 | End of the Trail                | Captain Tim Travers                                       |                             |
| 1933 | Man of Action                   | Tim Barlow                                                |                             |
| 1933 | Silent Men                      | Tim Richards                                              |                             |
| 1933 | The Whirlwind                   | Tim Reynolds                                              |                             |
| 1933 | Rusty Rides Alone               | Tim 'Rusty' Burke                                         |                             |
| 1933 | Police Car 17                   | Tim Conlon                                                |                             |
| 1933 | Hold the Press                  | Tim Collins                                               |                             |
| 1933 | Straightaway                    | Tim Dawson                                                |                             |
| 1934 | Speed Wings                     |                                                           |                             |
| 1934 | Voice in the Night              | Tim Dale                                                  |                             |
| 1934 | Hell Bent for Love              | Capitão da polícia Tim Daley                              |                             |
| 1934 | A Man's Game                    | Tim                                                       |                             |
| 1934 | Beyond the Law                  | Tim Weston                                                |                             |
| 1934 | Prescott Kid                    | Tim Hamlin                                                |                             |
| 1934 | The Westerner                   | Tim Addison                                               |                             |
| 1935 | Square Shooter                  | Tim Baxter                                                |                             |
| 1935 | Law Beyond the Range            | Tim McDonald                                              |                             |
| 1935 | The Revenge Rider               | Tim O'Neil                                                |                             |
| 1935 | Fighting Shadows                | Constable Tim O'Hara                                      |                             |
| 1935 | Justice of the Range            | Tim Condon                                                |                             |
| 1935 | The Outlaw Deputy               | Tim Mallory                                               |                             |
| 1935 | Riding Wild                     | Tim Malloy/Tex Ravelle                                    |                             |
| 1935 | Man from Guntown                | Tim Hanlon                                                |                             |
| 1935 | Bulldog Courage                 | Slim Braddock/Tim Braddock                                |                             |
| 1936 | Roarin' Guns                    | Tim Corwin                                                |                             |
| 1936 | Border Caballero                | Tim Ross                                                  |                             |
| 1936 | Lightnin' Bill Carson           | U. S. Marshal 'Lightnin' Bill Carson                      |                             |
| 1936 | Aces and Eights                 | 'Gentleman' Tim Madigan                                   |                             |
| 1936 | The Lion's Den                  | Tim Barton                                                |                             |
| 1936 | Ghost Patrol                    | Tim Caverly                                               |                             |
| 1936 | The Traitor                     | Sergeant Tim Vallance, Texas Rangers                      |                             |
| 1938 | West of Rainbow's End           | Tim Hart                                                  |                             |
| 1938 | Code of the Rangers             | Tim Strong                                                |                             |
| 1938 | Two Gun Justice                 | Tim                                                       |                             |
| 1938 | Phantom Ranger                  | Tim Hayes                                                 |                             |
| 1938 | Lightning Carson Rides Again    | 'Lightning Bill' Carson                                   | creditado Coronel Tim McCoy |
| 1938 | Six-Gun Trail                   | Captain William 'Lightning Bill' Carson                   |                             |
| 1939 | Code of the Cactus              | 'Lightning' Bill Carson                                   |                             |
| 1939 | Texas Wildcats                  | 'Lightning' Bill Carson                                   |                             |
| 1939 | Outlaws' Paradise               | Capitão William 'Lightning Bill' Carson / Trigger Mallory |                             |
| 1939 | Straight Shooter                | 'Lightning' Bill Carson / Sam Brown                       |                             |
| 1939 | The Fighting Renegade           | Lightning Bill Carson/ El Puma                            |                             |
| 1939 | Trigger Fingers                 | 'Lightning' Bill Carson                                   |                             |
| 1940 | Texas Renegades                 | Tim Smith                                                 |                             |
| 1940 | Frontier Crusader               | 'Trigger' Tim Rand                                        |                             |
| 1940 | Gun Code                        | Marshal Tim Hammond, ou Tim Hays                          |                             |
| 1940 | Arizona Gang Busters            | 'Trigger' Tim Rand                                        |                             |
| 1940 | Riders of Black Mountain        | Marshal Tim Donovan                                       |                             |
| 1941 | Outlaws of the Rio Grande       | Marshal Tim Barton                                        |                             |
| 1941 | The Texas Marshal               | Marshal 'Trigger Tim' Rand                                |                             |
| 1941 | Arizona Bound                   | Marshal Tim McCall, 'Parson" McCall                       |                             |
| 1941 | The Gunman from Bodie           | Marshal McCall                                            |                             |
| 1941 | Forbidden Trails                | Marshal Tim McCall, Ace Porter                            |                             |
| 1942 | Below the Border                | Marshal Tim McCall                                        |                             |
| 1942 | Ghost Town Law                  | Marshal Tim McCall                                        |                             |
| 1942 | Down Texas Way                  | U. S. Marshal Tim McCall                                  |                             |
| 1942 | Riders of the West              | Marshal Tim McCall                                        |                             |
| 1942 | West of the Law                 | Marshal Tim McCall                                        |                             |
| 1952 | The Tim McCoy Show (TV)         | Ele mesmo                                                 |                             |
| 1956 | Around the World in Eighty Days | Coronel, U.S. Cavalry                                     | creditado Col. Tim McCoy    |
| 1957 | Run of the Arrow                | Gen. Allen                                                | creditado Coronel Tim McCoy |
| 1965 | Requiem for a Gunfighter        | Judge Irving Short                                        |                             |